# Pseudoterpna
Pseudoterpna is een geslacht van vlinders van de familie spanners (Geometridae), uit de onderfamilie Geometrinae.

## Soorten
- P. coronillaria (Hübner, 1817)
- P. corsicaria (Rambur, 1833)
- P. lesuraria Lucas, 1933
- P. pruinata

Grijsgroene zomervlinder (Hufnagel, 1767)
- P. rectistrigaria Wiltshire, 1948
- P. simplex Alphéraky, 1892